# 13088 Філіппортера
13088 Філіппортера (13088 Filipportera) — астероїд головного поясу, відкритий 8 серпня 1992 року.
Тіссеранів параметр щодо Юпітера — 3,184.